# Oostelijke bergbessenpikker
De oostelijke bergbessenpikker (Paramythia montium) is een zangvogel uit de familie Paramythiidae (prachtbessenpikkers). Het is een kleurrijke, middelgrote vogel die endemisch is in Nieuw Guinea.

## Beschrijving
De oostelijke bergbessenpikker is 19-22 cm lang, hoe hoger in de bergen de vogel voorkomt, hoe langer hij is. De vogel is blauw van onder, met ook een blauwe staart en blauw op de wangen. Opvallend zijn de zwart witte kuif en de gele onderstaartdekveren met gele flanken.

## Verspreiding en leefgebied
De vogel komt voor in het zuidoostelijke deel en het midden van Nieuw-Guinea inclusief het Huonschiereiland (voornamelijk Papoea-Nieuw-Guinea). De leefgebieden liggen in de nevelwouden van het centrale bergland van Nieuw-Guinea op een hoogte van 2500 meter boven de zeespiegel tot aan de boomgrens.

## Status
De grootte van de populatie is niet gekwantificeerd maar de soort wordt omschreven als algemeen en talrijk op grotere hoogtes. Op de Rode lijst van de IUCN heeft deze soort de status niet bedreigd.